# Hyperolius rubrovermiculatus
Hyperolius rubrovermiculatus es una especie de anfibios de la familia Hyperoliidae.
Es endémica de Kenia.
Su hábitat natural incluye bosques tropicales o subtropicales secos, sabanas secas, pantanos, marismas intermitentes de agua dulce, jardines rurales y zonas previamente boscosas ahora degradadas.
Está amenazada de extinción por la pérdida de su hábitat natural.